# Góra Kolejowa (Góry Świętokrzyskie)
 Góra Kolejowa (287 m n.p.m.) – zalesione wzniesienie w zachodniej części Pasma Posłowickiego Gór Świętokrzyskich, położone na terenie Kielc.
Przy zachodnich podnóżach góry przebiegają droga wojewódzka nr 762, linia kolejowa nr 8 oraz łącznica kolejowa nr 568.